# Canapville, Calvados
Canapville är en kommun i departementet Calvados i regionen Normandie i norra Frankrike. Kommunen ligger i kantonen Pont-l'Évêque som ligger i arrondissementet Lisieux. År 2022 hade Canapville 231 invånare.

## Befolkningsutveckling
Antalet invånare i kommunen Canapville
Referens: INSEE